# Jurij Gajer
Jurij Gajer, německy Georg Theodor Gayer, (13. března 1819 – ?) byl rakouský podnikatel a politik slovinské národnosti z Kraňska, během revolučního roku 1848 poslanec Říšského sněmu.

## Biografie
Roku 1849 se uvádí jako Georg Gaier, obchodník ve městě Krško (Gurkfeld).
Během revolučního roku 1848 se zapojil do veřejného dění. Ve volbách roku 1848 byl zvolen i na ústavodárný Říšský sněm. Zastupoval volební obvod Mirna. Tehdy se uváděl coby obchodník. Řadil se ke sněmovní pravici. Působil jako parlamentní zapisovatel. V Říšském sněmu podporoval spojení Slovinci obývaných regionu do jednoho administrativního celku. Po rozpuštění parlamentu jeho politická kariéra skončila.